# 第一プログループ
第一プログループ（だいいちプログループ）は、2018年5月まで存在していた芸能事務所である株式会社第一プロダクションを中心とする企業グループである。日本音楽事業者協会に加盟していた。

## 歴史
1960年、「ザ・サンズ・オブ・ドリフターズ」（現在の「ザ・ドリフターズ」）のリーダーであった岸部清により創業。第一プロ第1号レコードとして井上ひろし「雨に咲く花」が発売される。以来、時代に合わせた作品・人材を数多く輩出していた。
1972年に大阪市に大阪支社として小林プロダクションを創設するが1978年に閉鎖となる。
2002年8月、それまでの一部所属タレントのマネジメントとしてノーリーズン設立。
第一プロダクション自体も、後発の芸能プロダクションの台頭で業績が悪化した他、岸部の高齢問題もあり、2017年9月22日に解散を決議。2018年5月24日に東京地方裁判所から特別清算開始決定を受けた。そして同年11月8日に法人格が消滅した。
日本テレビ系で放送された「歌まね振りまねスターに挑戦!!」（司会：横山やすし・西川きよし）では＜制作協力＞第一プロダクションでクレジットされていた。

## グループ企業
- 第一プロダクション
- 第一クリエイション
- ティーアップ
- 第一音楽出版
- 日本アロービックダンシング
- ノーリーズン

## かつての所属者

### ノーリーズンへ移籍
- 森口博子
- 新沼謙治
- 松本典子
- 永田杏子
- 佐藤健太
- すがお
- ジャガーズ（ちーやん、ジャガーともひろ）
- 自然隊（たぬきち、ダッシュあきら）
- いでけんじ
- ハぐキッス（こうじ、はたダイシ）
- ライオンヘッド（リーダー、ハンサムはせ、モジャ）
- モロトゆーき
- 虹岡誠
- ロマンの赤松
- バイバイ（池多ユウキ、永塚くん）
- まん☆だん太郎
- らりるRIE
- 浜中雄平商店
- 三浦智佳
- 大木優喜子
- 鷲巣あやの
- 神英彰
- 早瀬ひとみ

業務提携
- 五月みどり
- 千昌夫

### その他の所属者
- 小林幸子
- 西郷輝彦
- 桂銀淑
- 内田あかり
- ぴんからトリオ
- ぴんから兄弟
- 宮史郎
- 畑中葉子
- 金井夕子
- 原真祐美
- 井上望
- 大東めぐみ
- 濱田のり子
- 二宮善子
- 晴山さおり
- 岸浩太郎
- 渡辺めぐみ
- がなりかなり高橋（りくちんこうじ）

### 1971年時点での所属者
- アダムとイヴ
- 井上ひろし
- 飯田久彦
- 大形久仁子
- 大木英夫・二宮善子
- 扇ひろ子
- 鏡五郎
- かずみあい
- 新谷のり子
- 千昌夫
- 箱崎伸一郎
- 畠山みどり
- ひまわり姉妹
- 松浦健
- 松平直樹とブルーロマン
- 和田弘とマヒナスターズ